# Иратаба
Иратаба (мохаве eecheeyara tav [eːt͡ʃeːjara tav], также Yara tav, Yarate:va, Arateve;) — вождь племени мохаве родившийся в 1814 году и посредник между мохаве и Соединёнными Штатами Америки. Прославленный оратор и один из первых мохаве, говорящих на английском языке, который он использовал для развития отношений с Соединёнными Штатами.

## Биография
Впервые встретился с американцами европейского происхождения в 1851 году, когда помогал экспедиции Ситгривза. В 1854 году встретил Эмиэля Уиппла, который тогда возглавлял экспедицию, пересекающую Колорадо. Вместе с другими мохаве Иратаба согласился сопровождать группу через территорию Пайуте к Старой Испанской тропе, ведущей в южную Калифорнию. Известный своим большим ростом и мягким поведением, он позже помогал и защищал другие экспедиции, заработав среди белых репутацию самого важного местного вождя в регионе.
Вопреки совету Иратабы, в 1858 году воины мохаве напали на первый эмигрантский караван повозок, едущий по тропе Била через страну мохаве. В результате военное министерство США направило отряд под командованием полковника Уильяма Хоффмана для усмирения племени. После серии столкновений, известных как война мохаве, Хоффману удалось доминировать над туземцами и потребовать, чтобы они разрешили переселенцам проход через свою территорию. Чтобы обеспечить соблюдение правил, недалеко от места битвы в апреле 1859 года был построен Форт-Мохаве. Хоффман также заключил в тюрьму нескольких вождей мохаве. Иратаба, сторонник дружеских отношений с белыми, стал «aha macave yaltanack», избранным лидером племени.
В 1864 году в результате своих многочисленных контактов Иратаба был приглашён в Вашингтон на официальную встречу с официальными лицами вооружённых сил и правительства США, в том числе с президентом Авраамом Линкольном. Стал первым индейцем с Юго-Запада, встретившим американского президента. Во время посещения столицы, а также Нью-Йорка и Филадельфии, он привлекал значительное внимание, и получил подарки, в том числе трость с серебряной головкой от Линкольна. По возвращении он договорился о создании резервации индейцев реки Колорадо, что вызвало раскол в нации мохаве, когда он привел несколько сотен своих сторонников в долину реки Колорадо. Большинство мохаве предпочитали оставаться на своих исконных землях недалеко от Форта-Мохаве и под руководством своего потомственного лидера, Хомосе Куахоте, который с меньшим энтузиазмом относился к прямому сотрудничеству с белыми. В качестве лидера группы мохаве у реки Колорадо Иратаба поощрял мирные отношения с белыми, служил посредником между враждующими племенами в этом районе и в последние годы своей жизни продолжал возглавлять мохаве в их непрекращающихся конфликтах с пайютами и чемеуэви.
Некоторые считают Иратабу великим лидером, отстаивавшим мир, но другие считают, что ему следовало сделать больше для защиты образа жизни мохаве. В 1970 году в Паркере, штат Аризона было основано общество имени Иратаба (The Irataba Society), некоммерческая благотворительная организация, управляемая индейскими племенами реки Колорадо. Там же названо в его честь спортивное сооружение Иратаба-Холл. В 2002 году Бюро по управлению земельными ресурсами США обозначил 132,51 км² в горах Эльдорадо как «пустыню пиков Иретебы» (Ireteba Peaks Wilderness). В марте 2015 года председатель племени мохаве Деннис Патч утвердил, что Иратаба обеспечил того, чтобы «мохаве оставались на земле, на которой жили с незапамятных времён».